# Regroupement familial en France
Ne doit pas être confondu avec Réunification familiale.
Wikipédia ne donne pas de conseils juridiques. Le droit des étrangers évolue rapidement et certaines sources deviennent obsolètes.
Le regroupement familial est un motif d'immigration reconnu dans de nombreux pays, selon lequel la présence d'un ou de plusieurs membres de la famille dans un certain pays permet au reste de la famille divisée ou à certains membres de la famille seulement d'immigrer légalement dans ce pays. En France, le regroupement familial est la possibilité donnée à un ressortissant étranger en situation régulière (titulaire d'un titre de séjour), sous certaines conditions de ressources, d'être rejoint par des membres de sa famille (conjoint, enfants). Ce droit a été confirmé par le Conseil d’État en 1978.

## Histoire

### Début du XXe siècle
- Si vous ne connaissez pas le sujet, laissez ce bandeau (vous pouvez alors contacter les auteurs).
- Si vous supprimez le contenu mis en cause (vous pouvez préalablement contacter les auteurs),

argumentez précisément cette suppression dans la page de discussion
(un manque de référence n'est pas un argument ; une recherche réelle de référence doit avoir été effectuée, être formellement documentée).
Dans les années 1880, l'expression « regroupement familial » a pu désigner la volonté des familles de se réunir. En 1917, l'expression peut être utilisée pour désigner la cohabitation avec les parents, qui est alors vue comme pouvant réduire l'émancipation des femmes. En 1926, la notion de regroupement familial désigne simplement la capacité de conjoints à se retrouver ensemble et à pouvoir veiller sur leurs enfants.
En 1938, le Cercle amical italien se fixe comme objectif le regroupement de tous les italiens résidant en France. En septembre 1939, une organisation, nommée « le Regroupement familial », est fondée à Paris par l'« Union féminine civique et sociale » et par la fédération des associations des familles nombreuses,.
Le regroupement familial est considéré en 1940 comme une raison sérieuse pour autoriser un réfugié de changer de domicile,,. En 1941, le fichier central de Lyon a permis de répondre à 300 000 demandes. En 1943, il est question d'étendre le regroupement familial aux neveux.
En 1961, la notion de regroupement familial est vue comme un critère de choix géographique pour les immigrés. En 1970, la notion de regroupement familial permet d'introduire en France ou de régulariser des mineurs.
L'expression « regroupement familial » a également été utilisée dans d'autres contextes, comme pour décrire l'assemblage d'héritages en vue d'éviter la dispersion des terres, ou ce qui s'est passé en Australie[pas clair].

### Après-guerre
| Année                                                                   | 1964   | 1968   | 1972   | 1973   | 1974   | 1975   | 1976   | 1978   | 1980   | 1982   | 1984  |
| ----------------------------------------------------------------------- | ------ | ------ | ------ | ------ | ------ | ------ | ------ | ------ | ------ | ------ | ----- |
| Nombre de personnes entrées en France au titre du rapatriement familial | 47300  | 56000  | 75000  | 72600  | 68000  | 51800  | 57300  | 40100  | 42000  | 47400  | 39600 |
| Part de ces entrées dans l'immigration totale                           | 23,5 % | 37,6 % | 43,4 % | 35,5 % | 51,4 % | 66,9 % | 68,0 % | 68,7 % | 70,7 % | 32,8 % | 77 %  |

#### Décret du 29 avril 1976: autorisation sous conditions
Après avoir mis fin à l’immigration pour motif économique en juillet 1974, le gouvernement Chirac autorise le regroupement familial sous plusieurs conditions (durée de résidence, ressources, logement, ordre public, santé). Cette décision est actée par un décret du 29 avril 1976 signé notamment par le Premier ministre, Jacques Chirac, et par le ministre du Travail, Michel Durafour,. Le cas des familles algériennes reste régi par les accords franco-algériens de 1964 et par les circulaires du 27 février 1967 et du 31 janvier 1969 qui s'efforcent de limiter le regroupement familial algérien, le gouvernement de l’Algérie indépendante craignant qu'une stabilisation des migrants en France ait pour conséquence la diminution des envois d'argent vers leur pays d'origine.

#### Décret du 10 novembre 1977: suspension
Un an plus tard, en pleine augmentation du chômage, le gouvernement Barre suspend pour trois ans l'application du décret du 29 avril 1976 : le regroupement familial est ainsi stoppé, sauf pour « les membres de la famille qui ne demandent pas l'accès au marché de l'emploi ». Mais ce décret est annulé par le Conseil d’État (voir infra), qui consacre le droit au regroupement familial, le 8 décembre 1978.

#### Décision du 8 décembre 1978
Saisi par le Groupe d'information et de soutien des immigrés (GISTI), le Conseil d'État consacre, dans une décision du 8 décembre 1978, un nouveau principe général du droit : le « droit de mener une vie familiale normale ». Il annule le décret du 10 novembre 1977 par lequel le gouvernement subordonnait l'entrée des conjoints et enfants de travailleurs immigrés à la promesse que ceux-ci ne tenteraient pas d'y chercher un emploi. Cet arrêt du Conseil d'État sanctuarise le regroupement familial en marquant un revirement de jurisprudence important.
Pour l'universitaire marqué à droite Jean-Louis Harouel, « cet arrêt du Conseil d'État a été l'acte fondateur de la transformation de l'immigration de travail en immigration de colonisation, selon la formule du sociologue Abdelmalek Sayad ». De plus, ce même arrêt eut pour conséquence, toujours selon l'historien du droit, de faire basculer la société française « dans un système de gouvernement des juges » ; le président de la République de l’époque, Valéry Giscard d’Estaing, s'opposait en particulier à cette vision du regroupement familial,.

### XXIe siècle
Depuis la décision du 8 décembre 1978, de nombreuses réformes ont durci l'application de ce dispositif. La loi Sarkozy 2003 impose un délai minimal de présence en France avant de pouvoir en bénéficier, et une autorisation préalable au regroupement familial avant d’entrer sur le territoire, et rend ainsi quasi impossible la régularisation sur place des familles. L’État a aussi renforcé les exigences pour les immigrés souhaitant être rejoints par leur famille au niveau du logement (qui doit, depuis 1993, être considéré comme normal pour une famille comparable) et des ressources financières (depuis 2016, au moins 1 à 1,2 smic selon la taille de la famille). La loi de 2007 ajoutait un contrôle de l’intégration des familles qui a été supprimé en 2016.
La loi asile et immigration de 2018 étend le regroupement familial aux frères et sœurs des personnes réfugiées.

### Pendant la crise sanitaire
Le 21 janvier 2021, en pleine pandémie de Covid-19, le Conseil d'État, saisi en référé, suspend le gel de la délivrance de visas de regroupement familial aux conjoints et enfants d'étrangers non-européens résidant en France, jugeant qu’il s’agit d’« une atteinte disproportionnée au droit à la vie familiale normale et à l'intérêt supérieur de l'enfant ». Cette mesure avait été prise par le gouvernement en raison de la crise sanitaire en cours.

## Statistiques
Il concerne environ 12 000 personnes par an (en 2016).

## Droit positif
Le code de l'entrée et du séjour des étrangers et du droit d'asile (CESEDA) précise les dispositions relatives au regroupement familial.

## Procédure
Lors du dépôt de l'ensemble des pièces auprès de l'OFII un récépissé est remis. Il vaut pour date de début de l'instruction. Dans les 2 mois qui suivent, le maire peut venir constater la conformité du logement. Dans l'absence de réponse, celle-ci est réputée favorable au terme de 2 mois.
- En cas de refus de la part de la préfecture

Au terme des 6 mois d'instruction, l'absence d'accord par la préfecture vaut un refus. Les demandeurs disposent d'un délai maximal de 2 mois pour faire appel : recours gracieux ou recours hiérarchique. Si le recours est explicitement négatif, ou en cas d'absence de réponse au bout de 2 nouveaux mois (refus implicite), les demandeurs disposent encore de 2 nouveaux mois pour déposer un recours devant le tribunal administratif de leur juridiction, par la procédure du référé.
Les refus ne sont pas toujours fondés ou volontaires. Parfois, l'administration préfectorale n'a pas le temps ou les moyens de traiter tous les dossiers, et un recours devant une juridiction peut être le moyen d'obtenir gain de cause.
- Après l'obtention

Une fois l'accord donné pour le regroupement familial, les requérants disposent de 6 mois pour faire venir leur famille, sans quoi cet accord peut leur être retiré.
Les procédures peuvent varier d'un département à l'autre. Cependant, toutes tournent à peu près autour des mêmes dispositions. Ces procédures sont souvent internes et ne correspondent pas à des textes de lois ou décrets. L'ensemble de ces délais additionnés peut parfois dépasser les 6 mois, et de fait remettre en question l'autorisation qui venait d'être délivrée. En cas de délais excessifs, les demandeurs doivent utiliser la procédure du référé devant le tribunal administratif, à condition de toujours justifier du caractère « urgent ».
Dans les deux semaines qui suivent l'accord du regroupement familial, la préfecture informe les destinataires par lettre recommandée avec accusé de réception. Quand la préfecture reçoit la confirmation que les intéressés ont reçu l'avis, elle délègue la suite des démarches à l'OFII.
L'OFII doit prendre contact avec les intéressés, souvent plusieurs semaines après la réception de l'avis. Les intéressés reçoivent un bon à payer de 265 euros par demande (quel que soit le nombre de personnes à faire venir). En parallèle et indépendamment du paiement des frais, le demandeur en France doit faire parvenir à sa famille le formulaire CERFA du visa long séjour, ainsi que la copie de l'acceptation du regroupement familial, et envoyer le tout à la famille à l'étranger, afin que ceux-ci puissent demander un visa. Certains consulats émettent la possibilité d'une convocation, mais celle-ci est théorique et ne répond à aucun article de loi, mais seulement à l'organisation interne du consulat.
Les services médicaux du consulat peuvent faire passer aux demandeurs de visas une visite afin de vérifier que ces candidats à l'entrée en France ne sont pas porteurs de l'une des 3 maladies mentionnées au titre V du règlement sanitaire international, à savoir la fièvre jaune, la peste ou le choléra. Cette visite qui est obligatoire dans les zones à risques, est alors toujours demandée même pour des visas de court séjour.
- En cas de refus des visas

Si les visas sont refusés explicitement (notification écrite) ou implicitement (sans réponse après 2 mois de dépôt), les requérants disposent de deux mois pour faire appel devant la Commission de recours contre les décisions de refus d'entrée en France.
- Arrivée en France

Au terme des démarches, la famille reçoit un visa long séjour pour venir en France. Arrivés en France, ces nouveaux arrivants devront à nouveau passer le contrôle médical de l'OFII et signer le Contrat d'accueil et d'intégration (CAI).

## Documents
- « Le regroupement familial : 4e édition ⋅ GISTI », sur www.gisti.org (consulté le 12 décembre 2022)